# Campanula robinsiae
Campanula robinsiae es una especie de plantas con flores de la familia de las campanuláceas. 

## Descripción
Es una hierba anual, con delgados, a veces ramificados tallos que alcanzan 15 centímetros de altura. Los tallos tienen pequeñas crestas en forma de ala, y los nudos del tallo puede enraizar si entran en contacto con el sustrato húmedo. Las hojas son variables en tamaño y forma. La flor morada en forma de campana es de 3 milímetros a un centímetro de longitud. Esta planta crece en un suelo húmedo en el hábitat de la pradera húmeda, a menudo cerca de los estanques , o algunas veces en filtraciones de remanente del bosque.

## Distribución y hábitat
Es originaria de Florida,  donde se conoce a partir de cuatro o cinco apariciones en Hernando y Hillsborough. Su población ha fluctuado a lo largo de los años, en un momento en la década de 1980 se temía su extinción. Hoy en día hay dos poblaciones en el Condado de Hernando y, probablemente, tres en Hillsborough River State Park. En el momento en que se enumera a la planta como una especie en peligro de los Estados Unidos en 1989, solo era conocida en tres poblaciones pequeñas en las húmedas praderas que fueron amenazadas por los cambios en  hidrología y la contaminación. También era amenazado por el vandalismo , el pisoteo y la recogida por los amantes de las flores. El pastoreo y la invasión del hábitat por la exótica Paederia foetida que también degrada el hábitat.

## Taxonomía
Campanula robinsiae fue descrita por John Kunkel Small y publicado en Torreya 26(2): 35–36. 1926.
Sinonimia
- Rotantha robinsiae (Small) Small	[6][7]